# Indie Recordings
La Indie Recordings  è un'etichetta indipendente norvegese specializzata in ambito Heavy metal.
L'etichetta è stata fondata nel 2006 dai fratelli Espen Solheim Røhne e Erik Solheim Røhne ed ha la propria sede ad Oslo in Norvegia. Oltre all'attività di vera e propria casa discografica, si occupa anche di distribuzione attraverso la Indie Distribution che in Norvegia distribuisce anche la Regain Records.
Espen ha stretto delle profonde relazioni con King ov Hell (God Seed, membro fondatore dei Gorgoroth) e durante la disputa per il nome "Gorgoroth" che lo vide contrapposto ad Infernus lo supportò anche intervenendo come testimone nella causa. I God Seed firmarono poi con la Indie Records.
Nel 2009 l'etichetta ha firmato un accordo con la The End Records per la distribuzione delle loro produzioni in Nord America.

## Artisti
- 1349
- Audrey Horne
- Borknagar
- Cronian
- Enslaved
- Funeral
- Gehenna
- God Seed (ora Ov Hell)
- In Vain
- Iskald
- Keep of Kalessin
- Legion of the Damned
- Mencea
- Red Harvest
- Sahg
- Sarke
- Satyricon
- Solefald
- Stonegard
- Trinacria
- Tulus
- Vreid
- Wardruna